# 홍주여객
홍주여객(洪州旅客)은 충청남도 홍성군의 농어촌버스 회사이다. 본사는 충청남도 홍성군 광천읍 충서로 487에 있다.

## 연혁
- 1980년 12월 10일 : 충남교통운수(현 충남고속)에서 분리, 차량 15대로 설립하였다.
- 1991년 : 현 대표이사(이실)가 취임하였다.
- 1996년 3월 : 본사를 현 위치로 이전하였다.
- 2003년 3월 : 교통카드제를 도입하기 시작하였다.

## 노선
2014년 12월 기준이다.
| 운행업체 | 보유 노선수 | 면허 대수 | 등록 대수 |
| -------- | ----------- | --------- | --------- |
| 홍주여객 | 66          | 44        | 44        |

## 보유 차종
- 자일대우버스: 자일대우 레스타, 자일대우 NEW BS090, 자일대우 NEW BS106
- KGM커머셜: KGM 스마트 110
- 현대자동차: 현대 쏠라티, 현대 그린시티, 현대 뉴 슈퍼 에어로시티, 현대 일렉시티

## 갤러리

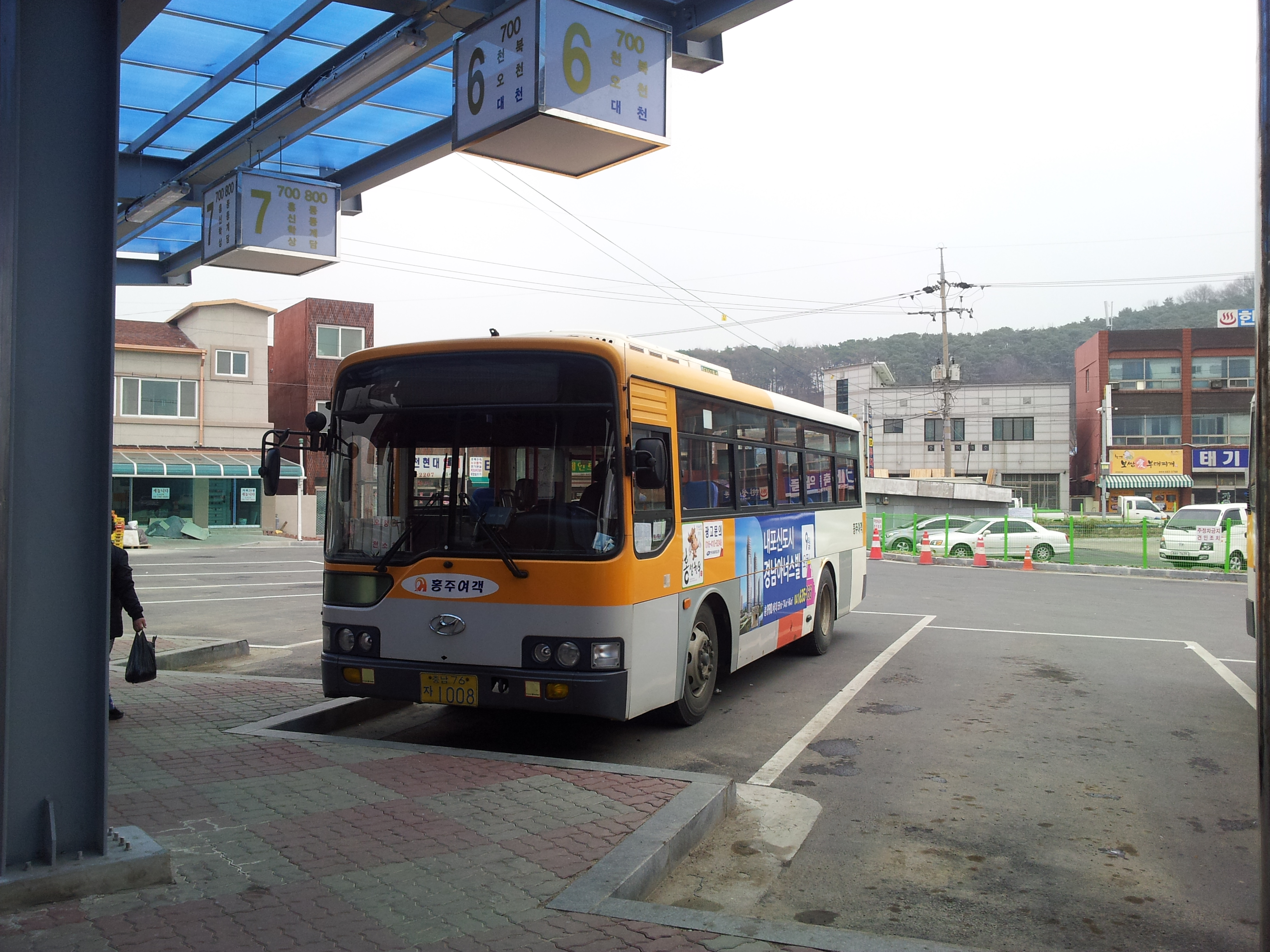
홍주여객에서 운행하는 현대자동차 버스
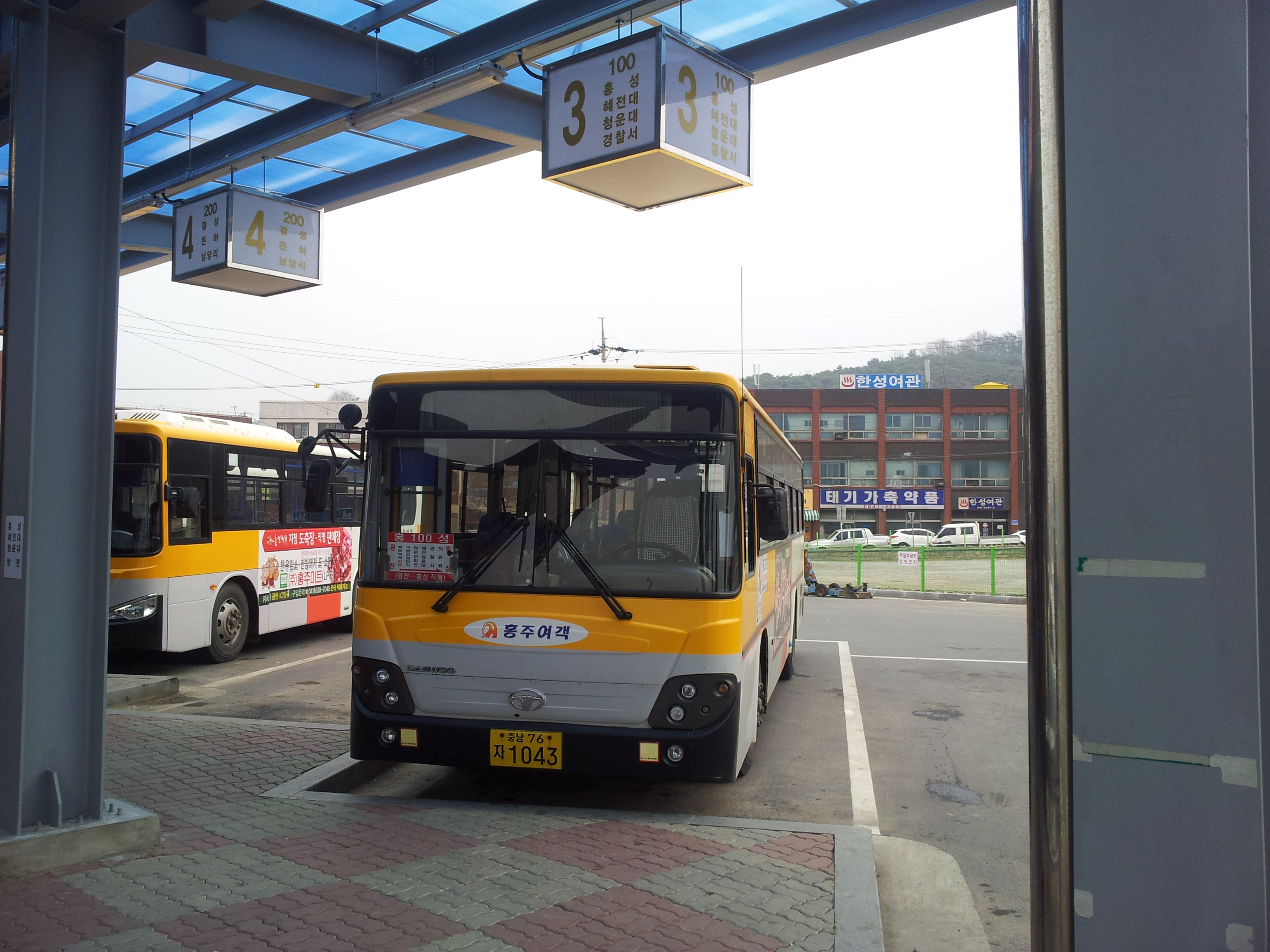
홍주여객에서 운행하는 대우 버스